# Groupie Love
Groupie Love è un singolo della cantante statunitense Lana Del Rey, in collaborazione con ASAP Rocky, il quarto estratto dal quinto album in studio Lust for Life e pubblicato il 28 luglio 2017.

## Antefatti
L'8 luglio 2017, Groupie Love venne rivelata ai fan attraverso uno snippet, perciò i fan cominciarono a speculare di un probabile rilascio come singolo della canzone, infatti la Del Rey, attraverso una live di Instagram, annuncia che la traccia verrà rilasciata come singolo il 12 luglio 2017, assieme a Summer Bummer e le prevendite dell'album Lust for Life.
Il giorno del rilascio ufficiale della canzone, fece un'intervista con la BBC, Lana Del Rey spiega come questa fosse la prima collaborazione per l'album tra le altre quattro che propose ad ASAP Rocky.

## Classifica
| Classifica (2017)    | Posizione massima |
| -------------------- | ----------------- |
| Francia (SNEP)       | 142               |
| Nuova Zelanda (RMNZ) | 8                 |